# Archechiniscus
Archechiniscus là một chi của ngành tardigrada trong họ Archechiniscidae. Nó được mô tả lần đầu tiên bởi Erich Schulz vào năm 1953.

## Loài
Chi chứa các loài như sau:
- Archechiniscus bahamensis Bartels, Fontoura & Nelson, 2018
- Archechiniscus biscaynei Miller, Clark & Miller, 2012
- Archechiniscus marci Schulz, 1953
- Archechiniscus minutus Grimaldi de Zio & D'Addabbo Gallo, 1987
- Archechiniscus symbalanus Chang & Rho, 1998